# Chrysopodes divisus
Chrysopodes divisus är en insektsart som först beskrevs av Walker 1853.  Chrysopodes divisus ingår i släktet Chrysopodes och familjen guldögonsländor. Inga underarter finns listade i Catalogue of Life.